# 青木美奈実
青木 美奈実（あおき みなみ、1997年3月21日 - ）は、南海放送のアナウンサー。

## 来歴・人物
愛媛県立松山東高等学校を経て、同志社大学経済学部経済学科を卒業。
大学在学中の2016年にMs. Campus Doshisha 2016グランプリ、2017年にMiss of Miss Campus Queen Contest 2017審査員特別賞を受賞した。2017年から京都サンガF.C.の大学生PR大使「サンガキャンパス隊」として2年間活動していた。
2019年4月、Uターン就職の形で故郷の南海放送にアナウンサーとして入社。

## 出演番組

### テレビ番組
- News Ch.4（2020年3月30日 - ） - メインキャスター（アンカーパーソン）
- ZIP! - 「星星のNOWニッポン」（2021年3月31日、6月16日）[7][8][9]、「ZIP!がおじゃまします」（2022年2月25日）[10]、「まいあさ生中継 NOW！ニッポン」（2022年5月2日、2023年3月15日）[11][12]、「ベラベラENGLISH」（2022年6月）[13]
  - パパとなっちゃんのお弁当 - （2023年2月14日、第22話）アナウンサー[14][15][16]
- ズームイン!!サタデー - 「全国10か所！生中継リレー」（2022年1月8日）[17]、「ほぼそこだけ飯」（2022年9月17日）[18][19]
- ヒルナンデス! - 「ファッションセンス格付けバトル」（2022年3月24日）[20][21][22][23][24][25]
- 夏の超特大さんま御殿!浴衣女が火花バチバチ＆激アツ家族集合SP（2022年7月5日、日本テレビ）[26][27]
- 全国好きな嫌いなアナウンサー大賞 （2019年5月10日）

### ラジオ番組
- 週刊 みきゃんラジオ
- おとくいさま
- アナだらけ
- 沼ぴぃ＆みなみのアニメdeハッピー